# Иванов, Владимир Тимофеевич
Влади́мир Тимофе́евич Ивано́в (10 сентября 1940, Гомель) — советский волейболист, игрок сборной СССР (1966—1970). Олимпийский чемпион 1968, чемпион Европы 1967, чемпион СССР 1967. Нападающий. Заслуженный мастер спорта СССР (1968).

## Биография
Выступал за команду «Локомотив» (Киев). Бронзовый призёр чемпионата СССР 1966. В составе сборной Украинской ССР в 1967 стал чемпионом СССР и победителем Спартакиады народов СССР.
В сборной СССР в официальных соревнованиях выступал в 1966—1970 годах. В её составе стал олимпийским чемпионом 1968, бронзовым призёром чемпионата мира 1966, бронзовым призёром Кубка мира 1969, чемпионом Европы 1967. Участник чемпионата мира 1970.
Член КПСС с 1974 года. После окончания спортивной карьеры работал тренером. В 1981 привёл женскую волейбольную команду «Сокол» к бронзовым наградам чемпионата СССР.